# Campeonato Europeo de Baloncesto de los Países Pequeños
El Campeonato Europeo de los países pequeños es un torneo de baloncesto entre selecciones nacionales europeas que no participan en el Eurobasket, es organizado por la Federación Europea de Baloncesto (FIBA Europa). Se empezó a disputar en 1988 bajo el nombre de Copa Europea de Promoción; en 2008 se cambió el nombre a Campeonato Europeo División C y tras el torneo de 2010, adoptó su nombre actual. Esta competición tiene lugar cada dos años.

## Ediciones
| Año            | Sede       |            | Medalla de oro | Final Resultado | Medalla de plata |          | Medalla de bronce | Resultado | Cuarto Lugar |
| 1988 - Detalle | Malta      | Islandia   | 86-69          | Irlanda         | Chipre           | 73-68    | Luxemburgo        |           |              |
| 1990 - Detalle | Gales      | Islandia   | 101-93         | Chipre          | Luxemburgo       | 75-70    | Irlanda           |           |              |
| 1992 - Detalle | Chipre     | Austria    | 70-68          | Luxemburgo      | Chipre           | 86-85    | Irlanda           |           |              |
| 1994 - Detalle | Irlanda    | Irlanda    | 81-78          | Chipre          | Islandia         | 95-87    | Luxemburgo        |           |              |
| 1996 - Detalle | San Marino | Austria    | 54-52          | Noruega         | San Marino       | 85-70    | Gales             |           |              |
| 1998 - Detalle | Gibraltar  | Andorra    | 84-81          | Gales           | San Marino       | 83-58    | Gibraltar         |           |              |
| 2000 - Detalle | Andorra    | Andorra    | 69-61          | San Marino      | Escocia          | 58-66    | Gales             |           |              |
| 2002 - Detalle | Malta      | San Marino | 82-70          | Gales           | Escocia          | 90-84    | Andorra           |           |              |
| 2004 - Detalle | Andorra    | Andorra    | 95-83          | Luxemburgo      | Escocia          | 101-78   | Azerbaiyán        |           |              |
| 2006 - Detalle | Albania    | Azerbaiyán | 66-57          | Albania         | Andorra          | 94-85    | Moldavia          |           |              |
| 2008 - Detalle | Escocia    | Azerbaiyán | 80-78          | Moldavia        | Escocia          | 90-76    | Andorra           |           |              |
| 2010 - Detalle | Malta      | Dinamarca  | 87-69          | Andorra         | Malta            | 85-77    | Moldavia          |           |              |
| 2012 - Detalle | San Marino | Andorra    | 74-72          | Moldavia        | Malta            | 96-57    | San Marino        |           |              |
| 2014 - Detalle | Gibraltar  | Andorra    | 66-63          | Malta           | Escocia          | 67-55    | San Marino        |           |              |
| 2016 - Detalle | Moldavia   | Armenia    | 79-71          | Andorra         | San Marino       | 60-53    | Irlanda           |           |              |
| 2018 - Detalle | San Marino | Malta      | 75-59          | Noruega         | Irlanda          | 86-66    | Gibraltar         |           |              |
| 2021 - Detalle | Irlanda    | Irlanda    | liguilla       | Andorra         | Malta            | liguilla | San Marino        |           |              |
| 2022 - Detalle | Malta      | Armenia    | 84-68          | Malta           | Andorra          | 84-75    | Azerbaiyán        |           |              |
| 2024 - Detalle | Andorra    | Andorra    | 84-79          | Malta           | San Marino       | 73-70    | Gibraltar         |           |              |

## Medallero histórico
| Núm. | País       | Oro | Plata | Bronce | Total |
| ---- | ---------- | --- | ----- | ------ | ----- |
| 1    | Andorra    | 6   | 3     | 2      | 11    |
| 2    | Irlanda    | 2   | 1     | 1      | 4     |
| 3    | Islandia   | 2   | 0     | 1      | 3     |
| 4    | Azerbaiyán | 2   | 0     | 0      | 2     |
| 5    | Austria    | 2   | 0     | 0      | 2     |
| 6    | Armenia    | 2   | 0     | 0      | 2     |
| 7    | Malta      | 1   | 3     | 3      | 7     |
| 8    | San Marino | 1   | 1     | 4      | 6     |
| 9    | Dinamarca  | 1   | 0     | 0      | 1     |
| 10   | Chipre     | 0   | 2     | 2      | 4     |
| 11   | Luxemburgo | 0   | 2     | 1      | 3     |
| 12   | Gales      | 0   | 2     | 0      | 2     |
| 13   | Moldavia   | 0   | 2     | 0      | 2     |
| 14   | Noruega    | 0   | 2     | 0      | 2     |
| 15   | Albania    | 0   | 1     | 0      | 1     |
| 16   | Escocia    | 0   | 0     | 5      | 5     |
|      | TOTAL      | 19  | 19    | 19     | 57    |

### Participaciones
| País       | Par. | 1988              | 1990              | 1992              | 1994              | 1996              | 1998              | 2000              | 2002              | 2004              | 2006              | 2008              | 2010              | 2012              | 2014              | 2016              |
| ---------- | ---- | ----------------- | ----------------- | ----------------- | ----------------- | ----------------- | ----------------- | ----------------- | ----------------- | ----------------- | ----------------- | ----------------- | ----------------- | ----------------- | ----------------- | ----------------- |
| Albania    | 3    | -                 | -                 | -                 | -                 | -                 | -                 | -                 | 6                 | 5                 | Medalla de plata  | -                 | -                 | -                 | -                 | -                 |
| Andorra    | 12   | -                 | -                 | -                 | 8                 | 6                 | Medalla de oro    | Medalla de oro    | 4                 | Medalla de oro    | Medalla de bronce | 4                 | Medalla de plata  | Medalla de oro    | Medalla de oro    | Medalla de plata  |
| Armenia    | 1    | -                 | -                 | -                 | -                 | -                 | -                 | -                 | -                 | -                 | -                 | -                 | -                 | -                 | -                 | Medalla de oro    |
| Austria    | 2    | -                 | -                 | Medalla de oro    | -                 | Medalla de oro    | -                 | -                 | -                 | -                 | -                 | -                 | -                 | -                 | -                 | -                 |
| Azerbaiyán | 3    | -                 | -                 | -                 | -                 | -                 | -                 | -                 | -                 | 4                 | Medalla de oro    | Medalla de oro    | -                 | -                 | -                 | -                 |
| Chipre     | 4    | Medalla de bronce | Medalla de plata  | Medalla de bronce | Medalla de plata  | -                 | -                 | -                 | -                 | -                 | -                 | -                 | -                 | -                 | -                 | -                 |
| Dinamarca  | 1    | -                 | -                 | -                 | -                 | -                 | -                 | -                 | -                 | -                 | -                 | -                 | Medalla de oro    | -                 | -                 | -                 |
| Escocia    | 8    | -                 | -                 | -                 | -                 | 5                 | -                 | Medalla de bronce | Medalla de bronce | Medalla de bronce | -                 | Medalla de bronce | 6                 | 6                 | Medalla de bronce | -                 |
| Gales      | 15   | 8                 | 8                 | 8                 | 5                 | 4                 | Medalla de plata  | 4                 | Medalla de plata  | 8                 | 6                 | 8                 | 5                 | 5                 | 5                 | 7                 |
| Gibraltar  | 15   | 7                 | 5                 | 7                 | 7                 | 8                 | 4                 | 6                 | 8                 | 7                 | 7                 | 6                 | 7                 | 7                 | 6                 | 8                 |
| Irlanda    | 5    | Medalla de plata  | 4                 | 4                 | Medalla de oro    | -                 | -                 | -                 | -                 | -                 | -                 | -                 | -                 | -                 | -                 | 4                 |
| Islandia   | 3    | Medalla de oro    | Medalla de oro    | -                 | Medalla de bronce | -                 | -                 | -                 | -                 | -                 | -                 | -                 | -                 | -                 | -                 | -                 |
| Luxemburgo | 5    | 4                 | Medalla de bronce | Medalla de plata  | 4                 | -                 | -                 | -                 | -                 | Medalla de plata  | -                 | -                 | -                 | -                 | -                 | -                 |
| Malta      | 15   | 6                 | 7                 | 6                 | 6                 | 7                 | 5                 | 5                 | 7                 | 9                 | 8                 | 7                 | Medalla de bronce | Medalla de bronce | Medalla de plata  | 6                 |
| Moldavia   | 6    | -                 | -                 | -                 | -                 | -                 | -                 | -                 | 5                 | -                 | 4                 | Medalla de plata  | 4                 | Medalla de plata  | -                 | 5                 |
| Noruega    | 1    | -                 | -                 | -                 | -                 | Medalla de plata  | -                 | -                 | -                 | -                 | -                 | -                 | -                 | -                 | -                 | -                 |
| San Marino | 14   | 5                 | 6                 | 5                 | -                 | Medalla de bronce | Medalla de bronce | Medalla de plata  | Medalla de oro    | 6                 | 5                 | 5                 | 8                 | 4                 | 4                 | Medalla de bronce |

## Estadísticas
|    | Equipo     | Pts | PG | PP | PF   | PC   | Dif   | Pct   |
| -- | ---------- | --- | -- | -- | ---- | ---- | ----- | ----- |
| 1  | Austria    | 20  | 10 | 0  | 785  | 656  | 129   | 1.000 |
| 2  | Dinamarca  | 10  | 5  | 0  | 444  | 316  | 128   | 1.000 |
| 3  | Islandia   | 27  | 12 | 3  | 1366 | 1122 | 244   | 0.800 |
| 4  | Noruega    | 9   | 4  | 1  | 420  | 309  | 111   | 0.800 |
| 5  | Chipre     | 35  | 15 | 5  | 1652 | 1472 | 180   | 0.750 |
| 6  | Azerbaiyán | 24  | 10 | 4  | 1107 | 1031 | 76    | 0.714 |
| 7  | Irlanda    | 34  | 14 | 6  | 1697 | 1397 | 300   | 0.700 |
| 8  | Albania    | 25  | 10 | 5  | 1265 | 1142 | 123   | 0.667 |
| 9  | Andorra    | 76  | 29 | 18 | 3775 | 3498 | 277   | 0.617 |
| 10 | Escocia    | 54  | 20 | 14 | 2558 | 2360 | 198   | 0.588 |
| 11 | Moldavia   | 38  | 14 | 10 | 1930 | 1700 | 230   | 0.583 |
| 12 | Luxemburgo | 39  | 14 | 11 | 2119 | 1888 | 231   | 0.560 |
| 13 | San Marino | 88  | 30 | 28 | 4165 | 4165 | 0     | 0.517 |
| 14 | Gales      | 85  | 22 | 41 | 4309 | 4664 | −355  | 0.349 |
| 15 | Malta      | 81  | 18 | 45 | 4207 | 4853 | −646  | 0.286 |
| 16 | Gibraltar  | 75  | 13 | 49 | 3964 | 5190 | −1226 | 0.210 |

- Desde 1988 hasta 2010.

## Marcas
- Partido

| + puntos:                   | 212 | (101-111; Andorra- Albania)    | 2006 |
| + puntos en 1.º cuarto:     | 58  | (25-33; Moldavia- Albania)     | 2002 |
| + puntos en 2.º cuarto:     | 56  | (24-32; Gales- Albania)        | 2006 |
| + puntos en primer tiempo:  | 103 | (51-52; Moldavia- Albania)     | 2002 |
| + puntos en 3.º cuarto:     | 55  | (28-27; Andorra- Azerbaiyán)   | 2004 |
| + puntos en 4.º cuarto:     | 60  | (32-28; Andorra- Azerbaiyán)   | 2004 |
| + puntos en segundo tiempo: | 115 | (60-55; Andorra- Azerbaiyán)   | 2004 |
| - puntos:                   | 104 | (37-67; Malta- Escocia)        | 1996 |
| - puntos en 1.º cuarto:     | 18  | (10-8; San Marino- Azerbaiyán) | 2008 |
|                             | 18  | (10-8; Malta- Andorra)         | 2008 |
| - puntos en 2.º cuarto:     | 17  | (12-5; Moldavia- Gibraltar)    | 2010 |
| - puntos en primer tiempo:  | 41  | (21-20; Gales- Malta)          | 2008 |
| - puntos en 3.º cuarto:     | 24  | (8-16; Albania- Escocia)       | 2004 |
|                             | 24  | (10-14; Gales- Escocia)        | 2008 |
| - puntos en 4.º cuarto:     | 17  | (7-10; Malta- Moldavia)        | 2002 |
| - puntos en segundo tiempo: | 44  | (27-17; Gales- Malta)          | 1994 |
| Mayor victoria:             | +73 | (112-39; Irlanda- Gibraltar)   | 1990 |

- Equipo

| + puntos en un partido:     | 114   | ( Irlanda)                     | 1988      |
|                             | 114   | ( Islandia)                    | 1990      |
| + puntos en 1.º cuarto:     | 33    | ( Albania)                     | 2002      |
|                             | 33    | ( Albania)                     | 2006      |
| + puntos en 2.º cuarto:     | 34    | ( Andorra)                     | 2004      |
| + puntos en primer tiempo:  | 61    | ( Luxemburgo)                  | 1992      |
| + puntos en 3.º cuarto:     | 36    | ( Albania, Moldavia)           | 2006      |
| + puntos en 4.º cuarto:     | 34    | ( Andorra)                     | 2006      |
| + puntos en segundo tiempo: | 66    | ( Islandia)                    | 1990      |
| - puntos en un partido :    | 37    | ( Malta San Marino, Gibraltar) | 1996 2010 |
| - puntos en 1.º cuarto:     | 5     | ( Malta)                       | 2008      |
| - puntos en 2.º cuarto:     | 5     | ( Gibraltar)                   | 2010      |
| - puntos en primer tiempo:  | 12    | ( San Marino)                  | 1992      |
| - puntos en 3.º cuarto:     | 7     | ( Gibraltar )                  | 2004 2010 |
| - puntos en 4.º cuarto:     | 4     | ( Gales)                       | 2004      |
| - puntos en segundo tiempo: | 14    | ( Malta)                       | 1996      |
| Mejor Ofensiva:             | 100.0 | ( Islandia)                    | 1990      |
| Mejor Defensiva:            | 60.6  | ( San Marino)                  | 2000      |

- A partir de 2002 se juega a 4 cuartos.

## Campeonato Europeo Sub-18
| Año            | Sede       |          | Medalla de oro | Final Resultado | Medalla de plata |  | Medalla de bronce | Resultado | Cuarto Lugar |
| 1997 - Detalle | Andorra    | Moldavia |                | Andorra         | Chipre           |  | San Marino        |           |              |
| 1999 - Detalle | Luxemburgo | Islandia |                | Irlanda         | Luxemburgo       |  | Andorra           |           |              |
| 2001 - Detalle | Malta      | Chipre   |                | Escocia         | Luxemburgo       |  |                   |           |              |
| 2003 - Detalle | Malta      | Albania  |                | Escocia         | Andorra          |  | Albania           |           |              |
| 2005 - Detalle | Malta      | Andorra  |                | Escocia         | Luxemburgo       |  | Gales             |           |              |
| 2007 - Detalle | Gales      | Escocia  |                | Gales           | Moldavia         |  | Andorra           |           |              |
| 2009 - Detalle | Malta      | Malta    |                | Gibraltar       | Andorra          |  | Moldavia          |           |              |
| 2011 - Detalle | San Marino | Gales    |                | San Marino      | Moldavia         |  | Andorra           |           |              |

### Participaciones
| País       | Par. | 1997              | 1999              | 2001              | 2003              | 2005              | 2007              | 2009              | 2011              |
| ---------- | ---- | ----------------- | ----------------- | ----------------- | ----------------- | ----------------- | ----------------- | ----------------- | ----------------- |
| Albania    | 3    | -                 | 7                 | 4                 | Medalla de oro    | -                 | -                 | -                 | -                 |
| Andorra    | 8    | Medalla de plata  | 4                 | 5                 | Medalla de bronce | Medalla de oro    | 4                 | Medalla de bronce | 4                 |
| Azerbaiyán | 1    | -                 | -                 | -                 | -                 | -                 | 8                 | -                 | -                 |
| Chipre     | 2    | Medalla de bronce | -                 | Medalla de oro    | -                 | -                 | -                 | -                 | -                 |
| Escocia    | 4    | -                 | -                 | Medalla de plata  | Medalla de plata  | Medalla de plata  | Medalla de oro    | -                 | -                 |
| Gales      | 5    | -                 | 5                 | -                 | -                 | 4                 | Medalla de plata  | 5                 | Medalla de oro    |
| Gibraltar  | 6    | 8                 | 8                 | -                 | -                 | 8                 | 6                 | Medalla de plata  | 5                 |
| Irlanda    | 2    | 5                 | Medalla de plata  | -                 | -                 | -                 | -                 | -                 | -                 |
| Islandia   | 1    | -                 | Medalla de oro    | -                 | -                 | -                 | -                 | -                 | -                 |
| Luxemburgo | 4    | 6                 | Medalla de bronce | Medalla de bronce | -                 | Medalla de bronce | -                 | -                 | -                 |
| Malta      | 5    | 7                 | 6                 | -                 | -                 | 6                 | 7                 | Medalla de oro    | -                 |
| Moldavia   | 4    | Medalla de oro    | -                 | -                 | -                 | -                 | Medalla de bronce | 4                 | Medalla de bronce |
| Mónaco     | 3    | -                 | -                 | -                 | -                 | 5                 | 5                 | 6                 | -                 |
| San Marino | 5    | 4                 | -                 | -                 | -                 | 7                 | 9                 | 6                 | Medalla de plata  |